# Дмитро Луценко (срібна монета)
«Дми́тро Луце́нко» — срібна ювілейна монета номіналом 5 гривень, випущена Національним банком України. Присвячена 85-річчю від дня народження Дмитра Омеляновича Луценка (1921—1989), який народився в с. Березова Рудка Полтавської області. Дмитро Луценко — автор текстів багатьох відомих пісень: «Києве мій», «Сивина», «Фронтовики», «Мамина вишня», «Осіннє золото» тощо.
Монету введено в обіг 8 вересня 2006 року. Вона належить до серії «Видатні особистості України».

## Опис та характеристики монети
| Номінал грн. | Метал            | Маса, грам    | Діаметр, мм. | Якість виготовлення | Гурт     | Тираж, штук |
| ------------ | ---------------- | ------------- | ------------ | ------------------- | -------- | ----------- |
| 5            | срібло 925 проби | 15,55 / 16,81 | 33,0         | пруф                | рифлений | 3 000       |

### Аверс
На аверсі зображено суцвіття каштана на тлі панорами Києва (праворуч) і розміщено: малий Державний Герб України (угорі), під яким напис — «УКРАЇНА», ліворуч півколом на дзеркальному тлі — «НАЦІОНАЛЬНИЙ БАНК»; рік карбування монети «2006», номінал: «5 ГРИВЕНЬ», позначення металу та його проби — «Ag 925», маса в чистоті — «15,55»; логотип Монетного двору Національного банку України.

### Реверс

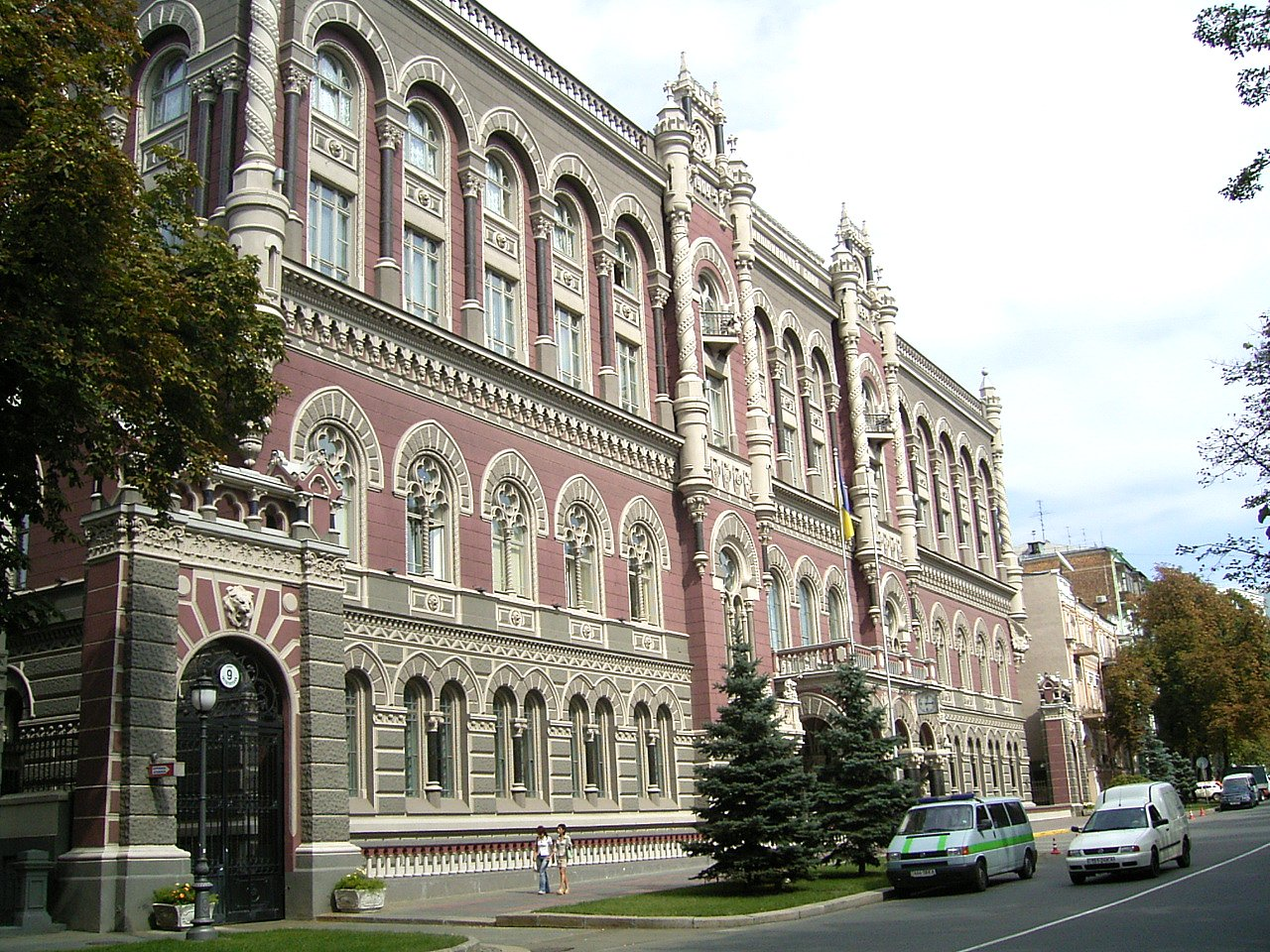
Будівля Національного банку України

На реверсі зображено портрет Д. Луценка, праворуч від якого — два суцвіття каштана та розміщено стилізовані написи: «Березова/ Рудка 1921/ Київ 1989», по колу монети — «ЯК ТЕБЕ НЕ ЛЮБИТИ, КИЄВЕ МІЙ!» (угорі), «ДМИТРО ЛУЦЕНКО» (унизу).

## Автори
- Художник — Чайковський Роман.
- Скульптор — Чайковський Роман.

## Вартість монети
Ціна монети — 331 гривня, була зазначена на сайті Національного банку України 2014 року.
Фактична приблизна вартість монети, з роками змінювалася так:
| Рік        | 2010 | 2011 | 2012 | 2013 | 2014 | 2015 | 2016 | 2017 | 2018 | 2019 | 2020 | 2021 | 2022 | 2023  | 2024  | 2025  |
| ---------- | ---- | ---- | ---- | ---- | ---- | ---- | ---- | ---- | ---- | ---- | ---- | ---- | ---- | ----- | ----- | ----- |
| Ціна, грн. | 400  | 400  | 450  | 400  | 370  | 350  | 440  | 450  | 450  | 450  | 460  | 600  | 600  | 1 200 | 1 300 | 1 550 |